# Milano-Torino 2013
La Milano-Torino 2013, novantaquattresima edizione della corsa e valida come evento del circuito UCI Europe Tour 2013, categoria 1.HC, si svolse il 2 ottobre 2013, per un percorso totale di 193,50 km. Venne vinta dall'italiano Diego Ulissi, che terminò la gara in 4h21'02", alla media di 44,47 km/h.
Al traguardo 125 ciclisti completarono la gara.

## Squadre e corridori partecipanti
| N.      | Cod. | Squadra                   |
| ------- | ---- | ------------------------- |
| 1-8     | TST  | Team Saxo-Tinkoff         |
| 11-18   | AST  | Astana Pro Team           |
| 21-28   | LAM  | Lampre-Merida             |
| 31-38   | GRS  | Garmin-Sharp              |
| 41-48   | MOV  | Movistar Team             |
| 51-58   | RLT  | RadioShack-Leopard        |
| 61-68   | ALM  | AG2R La Mondiale          |
| 71-78   | KAT  | Katusha Team              |
| 81-88   | VCD  | Vacansoleil-DCM           |
| 91-98   | ARG  | Team Argos-Shimano        |
| 101-108 | VIN  | Vini Fantini-Selle Italia |

| N.      | Cod. | Squadra                      |
| ------- | ---- | ---------------------------- |
| 111-118 | AND  | Androni Giocattoli-Venezuela |
| 121-128 | BAR  | Bardiani Valvole-CSF Inox    |
| 131-138 | COL  | Colombia                     |
| 141-148 | TNE  | Team NetApp-Endura           |
| 151-158 | CCC  | CCC Polsat Polkowice         |
| 161-168 | MTN  | MTN-Qhubeka                  |
| 171-178 | IAM  | IAM Cycling                  |
| 181-188 | EUC  | Team Europcar                |
| 191-198 | RVL  | RusVelo                      |
| 201-208 | CEF  | Ceramica Flaminia-Fondriest  |

## Ordine d'arrivo (Top 10)
| Pos. | Corridore          | Squadra       | Tempo    |
| ---- | ------------------ | ------------- | -------- |
| 1    | Diego Ulissi       | Lampre-Merida | 4h21'02" |
| 2    | Rafał Majka        | Saxo-Tinkoff  | a 3"     |
| 3    | Daniel Moreno      | Katusha Team  | a 5"     |
| 4    | Domenico Pozzovivo | AG2R La Mond. | a 7"     |
| 5    | Alberto Contador   | Saxo-Tinkoff  | a 11"    |
| 6    | Alejandro Valverde | Movistar Team | a 15"    |
| 7    | Mauro Finetto      | Vini Fantini  | s.t.     |
| 8    | Thomas Voeckler    | Europcar      | s.t.     |
| 9    | Matteo Rabottini   | Vini Fantini  | s.t.     |
| 10   | Franco Pellizotti  | Androni       | s.t.     |